# Raimund Zimpernik
Raimund Zimpernik (* 8. März 1923 in Bad Ischl; † 19. Januar 1997 ebenda) war ein österreichischer Widerstandskämpfer und Arbeiter.

## Leben
Nach seinem Schulabschluss nahm Raimund Zimpernik eine Ausbildung zum Wagner auf, die jedoch durch seine Verhaftung unterbrochen wurde. Später arbeitete er als Zimmermann bei der Baufirma Brandl in Bad Ischl. Hier war er bist zu seiner Pensionierung auch Betriebsratsobmann.
Nachdem er Flugblätter vervielfältigt und verteilt hatte, wurde er im Februar 1941 verhaftet. Am 1. April 1942 verurteilte ihn der Volksgerichtshof Berlin nur zu zehn Jahren Zuchthaus, da er noch nicht 18 Jahre war. Er verbrachte die Strafe u. a. in den Konzentrationslagern Garsten und Börgermoor.
Nach seiner Rückkehr aus der Gefangenschaft war er als Funktionär für die Freie Österreichische Jugend (FÖJ) tätig.
1947 wurde er im Zuge des Bad Ischler Milchprozesses vom Amerikanischen Militärgericht zu 15 Jahren Kerker verurteilt. Sein Protest richtete sich gegen den Frischmilchentzug für Kleinkinder. Das Urteil wurde nach Protesten der Bevölkerung aufgehoben. Raimund Zimpernik war später als Gemeinderat in Bad Ischl tätig.
Raimund Zimpernik lehnte das Silberne Verdienstzeichen der Republik Österreich mit der Begründung ab, dass zu wenig für die „Aufarbeitung“ der Zeitgeschichte und speziell des Nationalsozialismus getan werde.
Er verstarb 1997 in Bad Ischl an einem Krebsleiden.
1995 erschien Der Rote Strähn, sein Buch über den Widerstand im Salzkammergut, im Eigenverlag.